# Baillet-en-France
Baillet-en-France – miejscowość i gmina we Francji, w regionie Île-de-France, w departamencie Dolina Oise.
Według danych na rok 2020 gminę zamieszkiwały 1893 osoby, a gęstość zaludnienia wynosiła 240 osób/km² (w 1990 wśród 1287 gmin regionu Île-de-France Baillet-en-France plasowało się na 564. miejscu pod względem liczby ludności, a pod względem powierzchni na miejscu 493.).